# A Las Vegas epizódjainak listája
Ez a cikk a Las Vegas című sorozat epizódjait tartalmazza.

## Évados áttekintés
| Évad | Évad | Epizódok | Eredeti sugárzás     | Eredeti sugárzás  | Eredeti adó | Magyar sugárzás    | Magyar sugárzás    | Magyar adó |
| Évad | Évad | Epizódok | Évadpremier          | Évadfinálé        | Eredeti adó | Évadpremier        | Évadfinálé         | Magyar adó |
| ---- | ---- | -------- | -------------------- | ----------------- | ----------- | ------------------ | ------------------ | ---------- |
|      | 1    | 23       | 2003. szeptember 22. | 2004. május 17.   | NBC         | 2007. március 16.  | 2007. december 20. | Viasat 3   |
|      | 2    | 24       | 2004. szeptember 13. | 2005. május 23.   | NBC         | 2008. január 3.    | 2008. június 19.   | Viasat 3   |
|      | 3    | 23       | 2005. szeptember 19. | 2006. május 12.   | NBC         | 2008. június 26.   | 2008. október 19.  | Viasat 3   |
|      | 4    | 17       | 2006. október 27.    | 2007. március 9.  | NBC         | 2008. október 25.  | 2008. december 21. | Viasat 3   |
|      | 5    | 19       | 2007. szeptember 28. | 2008. február 15. | NBC         | 2010. november 27. | 2011. április 2.   | Viasat 3   |

## 1. évad (2003-2004)
| Sor. | Év. | Cím                                    | Rendező             | Író                                              | Premier                                | Nézettség    |
| ---- | --- | -------------------------------------- | ------------------- | ------------------------------------------------ | -------------------------------------- | ------------ |
| 1.   | 1.  | Pilot                                  | Michael W. Watkins  | Gary Scott Thompson                              | 2003. szeptember 22. 2007. március 16. | 12,30 millió |
| 2.   | 2.  | What Happens in Vegas, Stays in Vegas  | Michael W. Watkins  | Gary Scott Thompson                              | 2003. szeptember 29. 2007. március 23. | 11,50 millió |
| 3.   | 3.  | Donny We Hardly Knew Ye                | Kevin Hooks         | Gardner Stern                                    | 2003. október 6. 2007. március 30.     | 10,70 millió |
| 4.   | 4.  | Jokers and Fools                       | Timothy Busfield    | Rebecca Rand Kirshner                            | 2003. október 13. 2007. április 13.    | 10,60 millió |
| 5.   | 5.  | Groundhog Summer                       | Michael W. Watkins  | Michael Berns, Matt Pyken és Gary Scott Thompson | 2003. október 20. 2007. április 20.    | 11,50 millió |
| 6.   | 6.  | Semper Spy                             | Guy Norman Bee      | Michael Berns és Matt Pyken                      | 2003. november 3. 2007. április 27.    | 11,70 millió |
| 7.   | 7.  | Pros and Cons                          | Greg Yaitanes       | Daniel Arkin                                     | 2003. november 10. 2007. május 4.      | 10,70 millió |
| 8.   | 8.  | Luck Be a Lady                         | Michael W. Watkins  | Kyle Harimoto                                    | 2003. november 17. 2007. május 11.     | 11,20 millió |
| 9.   | 9.  | Year of the Tiger                      | Perry Lang          | Adele Lim                                        | 2003. december 1. 2007. május 18.      | 12,80 millió |
| 10.  | 10. | Decks and Violence                     | Guy Norman Bee      | Vanessa Reisen                                   | 2003. december 15. 2007. május 25.     | 11,40 millió |
| 11.  | 11. | Blood and Sand                         | Fred Keller         | David Graziano                                   | 2004. január 5. 2007. június 1.        | 13,20 millió |
| 12.  | 12. | Hellraisers and Heartbreakers          | Timothy Busfield    | Michael Berns és Matt Pyken                      | 2004. január 12. 2007. június 8.       | 13,90 millió |
| 13.  | 13. | The Night the Lights Went Out in Vegas | Craig Zisk          | Gary Scott Thompson                              | 2004. január 26. 2007. június 15.      | 13,40 millió |
| 14.  | 14. | Things That Go Jump in the Night       | Paul Shapiro        | Gardner Stern                                    | 2004. február 2. 2007. október 11.     | 12,70 millió |
| 15.  | 15. | Die Fast, Die Furious                  | Tucker Gates        | Kyle Harimoto és Adele Lim                       | 2004. február 9. 2007. október 18.     | 12,10 millió |
| 16.  | 16. | New Orleans                            | Timothy Busfield    | Gary Scott Thompson                              | 2004. február 16. 2007. október 25.    | 12,68 millió |
| 17.  | 17. | You Can't Take It with You             | Greg Yaitanes       | Keith Kaczorek                                   | 2004. március 1. 2007. november 8.     | 12,97 millió |
| 18.  | 18. | Nevada State                           | Timothy Busfield    | Daniel Arkin és Vanessa Reisen                   | 2004. március 15. 2007. november 15.   | 12,10 millió |
| 19.  | 19. | Sons and Lovers                        | David Solomon       | Gardner Stern                                    | 2004. március 22. 2007. november 22.   | 13,60 millió |
| 20.  | 20. | The Strange Life of Bob                | Michael Grossman    | David Graziano és Rebecca Rand Kirshner          | 2004. április 19. 2007. november 29.   | 11,06 millió |
| 21.  | 21. | Family Jewels                          | Timothy Busfield    | Eva Nagorski                                     | 2004. április 26. 2007. december 6.    | 11,43 millió |
| 22.  | 22. | The Big Bang                           | Allison Liddi-Brown | Michael Berns és Matt Pyken                      | 2004. május 10. 2007. december 13.     | 11,26 millió |
| 23.  | 23. | Always Faithful                        | Timothy Busfield    | Gary Scott Thompson                              | 2004. május 17. 2007. december 20.     | 12,91 millió |

## 2. évad (2004-2005)
| Sor. | Év. | Cím                               | Rendező               | Író                                  | Premier                               | Nézettség    |
| ---- | --- | --------------------------------- | --------------------- | ------------------------------------ | ------------------------------------- | ------------ |
| 24.  | 1.  | Have You Ever Seen the Rain?      | Craig Zisk            | Gary Scott Thompson                  | 2004. szeptember 13. 2008. január 3.  | 12,01 millió |
| 25.  | 2.  | The Count of Montecito            | Daniel Sackheim       | Gardner Stern                        | 2004. szeptember 20. 2008. január 10. | 12,08 millió |
| 26.  | 3.  | Blood Is Thicker                  | Allison Liddi-Brown   | Matt Pyken                           | 2004. szeptember 27. 2008. január 17. | 11,56 millió |
| 27.  | 4.  | Catch of the Day                  | Peter O'Fallon        | Michael Berns                        | 2004. október 4. 2008. január 24.     | 11,24 millió |
| 28.  | 5.  | Good Run of Bad Luck              | Stephen Williams      | Kim Newton                           | 2004. október 11. 2008. január 31.    | 12,37 millió |
| 29.  | 6.  | Games People Play                 | Jeff Woolnough        | Adele Lim                            | 2004. október 18. 2008. február 7.    | 11,01 millió |
| 30.  | 7.  | Montecito Lancers                 | John Fortenberry      | Kyle Harimoto                        | 2004. november 1. 2008. február 14.   | 12,52 millió |
| 31.  | 8.  | Two of a Kind                     | Allison Liddi-Brown   | Michael Berns és Gary Scott Thompson | 2004. november 8. 2008. február 21.   | 14,80 millió |
| 32.  | 9.  | Degas Away with It                | Peter Markle          | Matt Pyken és Gardner Stern          | 2004. november 15. 2008. február 28.  | 11,88 millió |
| 33.  | 10. | Silver Star                       | Robert Duncan McNeill | Gary Scott Thompson                  | 2004. november 29. 2008. március 6.   | 11,61 millió |
| 34.  | 11. | My Beautiful Launderette          | Peter O'Fallon        | Vanessa Reisen                       | 2004. december 6. 2008. március 13.   | 12,24 millió |
| 35.  | 12. | When You Got to Go, You Got to Go | Bryan Spicer          | Matt Pyken                           | 2005. január 3. 2008. március 20.     | 13,10 millió |
| 36.  | 13. | Sperm Whales and Spearmint Rhinos | James A. Contner      | Kim Newton                           | 2005. január 10. 2008. március 27.    | 12,63 millió |
| 37.  | 14. | The Lie Is Cast                   | Brad Turner           | Gardner Stern                        | 2005. január 17. 2008. április 3.     | 12,64 millió |
| 38.  | 15. | Whale of a Time                   | Tawnia McKiernan      | Matt Pyken                           | 2005. január 24. 2008. április 10.    | 12,38 millió |
| 39.  | 16. | Can You See What I See?           | Tawnia McKiernan      | Matt Pyken                           | 2005. február 7. 2008. április 17.    | 11,84 millió |
| 40.  | 17. | Tainted Love                      | Allison Liddi-Brown   | Gary Scott Thompson                  | 2005. február 14. 2008. április 24.   | 12,06 millió |
| 41.  | 18. | To Protect and Serve Manicotti    | Paul Michael Glaser   | Gardner Stern                        | 2005. február 21. 2008. május 8.      | 12,14 millió |
| 42.  | 19. | One Nation, Under Surveillance    | Brad Turner           | Vincent Guastaferro                  | 2005. március 14. 2008. május 15.     | 12,10 millió |
| 43.  | 20. | Hit Me!                           | Tim Matheson          | Michael Berns és Kim Newton          | 2005. március 28. 2008. május 22.     | 11,63 millió |
| 44.  | 21. | Hide and Sneak                    | Robert Duncan McNeill | Keith Kaczorek                       | 2005. április 25. 2008. május 29.     | 11,88 millió |
| 45.  | 22. | Letters, Lawyers and Loose Women  | Tawnia McKiernan      | Matt Pyken                           | 2005. május 2. 2008. június 5.        | 10,96 millió |
| 46.  | 23. | Magic Carpet Fred                 | Robert Duncan McNeill | Gary Scott Thompson                  | 2005. május 9. 2008. június 12.       | 11,36 millió |
| 47.  | 24. | Centennial                        | David Solomon         | Gary Scott Thompson                  | 2005. május 23. 2008. június 19.      | 11,27 millió |

## 3. évad (2005-2006)
| Sor. | Év. | Cím                                  | Rendező               | Író                 | Premier                                | Nézettség    |
| ---- | --- | ------------------------------------ | --------------------- | ------------------- | -------------------------------------- | ------------ |
| 48.  | 1.  | Viva Las Vegas                       | David Solomon         | Gary Scott Thompson | 2005. szeptember 19. 2008. június 26.  | 12,49 millió |
| 49.  | 2.  | Fake the Money and Run               | Tim Matheson          | Gardner Stern       | 2005. szeptember 26. 2008. július 3.   | 12,13 millió |
| 50.  | 3.  | Double Down, Triple Threat           | Paul Michael Glaser   | Matt Pyken          | 2005. október 3. 2008. július 10.      | 13,64 millió |
| 51.  | 4.  | Whatever Happened to Seymour Magoon? | Jefery Levy           | Kim Newton          | 2005. október 10. 2008. július 17.     | 13,59 millió |
| 52.  | 5.  | Big Ed De-cline                      | Tawnia McKiernan      | Matthew Miller      | 2005. október 17. 2008. július 24.     | 12,64 millió |
| 53.  | 6.  | The Real McCoy                       | Félix Enríquez Alcalá | Vanessa Reisen      | 2005. október 24. 2008. július 31.     | 11,31 millió |
| 54.  | 7.  | Everything Old Is You Again          | David Solomon         | Gardner Stern       | 2005. november 7. 2008. augusztus 7.   | 10,81 millió |
| 55.  | 8.  | Bold, Beautiful and Blue             | Jeff Woolnough        | Matt Pyken          | 2005. november 14. 2008. augusztus 14. | 11,36 millió |
| 56.  | 9.  | Mothwoman                            | Craig Zisk            | Gary Scott Thompson | 2005. november 21. 2008. augusztus 21. | 12,39 millió |
| 57.  | 10. | For Sail by Owner                    | Paul Michael Glaser   | Kim Newton          | 2005. november 28. 2008. augusztus 28. | 11,35 millió |
| 58.  | 11. | Down & Dirty                         | Robert Duncan McNeill | Matthew Miller      | 2005. december 5. 2008. szeptember 4.  | 12,61 millió |
| 59.  | 12. | Bait and Switch                      | Adrienne Carter       | Tiffany Anderson    | 2006. január 2. 2008. szeptember 11.   | 11,50 millió |
| 60.  | 13. | The Bitch Is Back                    | Tawnia McKiernan      | Vanessa Reisen      | 2006. január 9. 2008. szeptember 14.   | 12,27 millió |
| 61.  | 14. | And Here's Mike with the Weather     | Steven DePaul         | Matt Pyken          | 2006. január 23. 2008. szeptember 20.  | 10,86 millió |
| 62.  | 15. | Urban Legends                        | David Solomon         | Gary Scott Thompson | 2006. február 6. 2008. szeptember 21.  | 11,80 millió |
| 63.  | 16. | Coyote Ugly                          | Jeff Woolnough        | Kim Newton          | 2006. március 3. 2008. szeptember 27.  | 11,03 millió |
| 64.  | 17. | Lyle & Substance                     | Félix Enríquez Alcalá | Gardner Stern       | 2006. március 10. 2008. szeptember 28. | 9,22 millió  |
| 65.  | 18. | Like a Virgin                        | Mel Damski            | Vanessa Reisen      | 2006. március 17. 2008. október 4.     | 10,12 millió |
| 66.  | 19. | Cash Springs Eternal                 | Jeff Woolnough        | Adrienne Carter     | 2006. március 31. 2008. október 5.     | 9,33 millió  |
| 67.  | 20. | All Quiet on the Montecito Front     | Milan Cheylov         | Matthew Miller      | 2006. április 7. 2008. október 11.     | 8,52 millió  |
| 68.  | 21. | Chaos Theory                         | David Solomon         | Gardner Stern       | 2006. április 28. 2008. október 12.    | 8,29 millió  |
| 69.  | 22. | Fidelity, Security, Delivery         | David Straiton        | Matt Pyken          | 2006. május 5. 2008. október 18.       | 8,59 millió  |
| 70.  | 23. | Father of the Bride                  | Gary Scott Thompson   | Gary Scott Thompson | 2006. május 12. 2008. október 19.      | 9,76 millió  |

## 4. évad (2006-2007)
| Sor. | Év. | Cím                                | Rendező                              | Író                               | Premier                               | Nézettség    |
| ---- | --- | ---------------------------------- | ------------------------------------ | --------------------------------- | ------------------------------------- | ------------ |
| 71.  | 1.  | Father of the Bride Redux          | David Solomon és Gary Scott Thompson | Matt Pyken és Gary Scott Thompson | 2006. október 27. 2008. október 25.   | 9,33 millió  |
| 72.  | 2.  | Died in Plain Sight                | David Solomon                        | Matt Pyken                        | 2006. november 3. 2008. október 26.   | 8,96 millió  |
| 73.  | 3.  | The Story of Owe                   | Milan Cheylov                        | Gardner Stern                     | 2006. november 10. 2008. november 2.  | 8,37 millió  |
| 74.  | 4.  | History of Violins                 | Jefery Levy                          | Kim Newton                        | 2006. november 17. 2008. november 8.  | 9,04 millió  |
| 75.  | 5.  | Delinda's Box Part 1               | David Solomon                        | Mark Cullen és Robb Cullen        | 2006. december 1. 2008. november 9.   | 10,16 millió |
| 76.  | 6.  | Delinda's Box Part 2               | David Straiton                       | Mark Cullen és Robb Cullen        | 2006. december 1. 2008. november 15.  | 10,16 millió |
| 77.  | 7.  | Meatball Montecito                 | LeVar Burton                         | Matthew Miller                    | 2006. december 8. 2008. november 16.  | 9,81 millió  |
| 78.  | 8.  | White Christmas                    | Gary Scott Thompson                  | Gary Scott Thompson               | 2006. december 15. 2008. november 22. | 8,40 millió  |
| 79.  | 9.  | Wines and Misdemeanors             | Paul Michael Glaser                  | Jill Cargerman                    | 2007. január 5. 2008. november 23.    | 9,56 millió  |
| 80.  | 10. | Fleeting Cheating Meeting          | Allison Liddi-Brown                  | Gardner Stern                     | 2007. január 12. 2008. november 29.   | 8,63 millió  |
| 81.  | 11. | Wagers of Sin                      | Milan Cheylov                        | Matt Pyken                        | 2007. január 19. 2008. november 30.   | 8,55 millió  |
| 82.  | 12. | The Chicken is Making My Back Hurt | Steven DePaul                        | Mark Cullen és Robb Cullen        | 2007. február 2. 2008. december 6.    | 9,52 millió  |
| 83.  | 13. | Pharaoh 'Nuff                      | David Straiton                       | Matthew Miller                    | 2007. február 9. 2008. december 7.    | 9,15 millió  |
| 84.  | 14. | The Burning Bedouin                | Jefery Levy                          | Kim Newton                        | 2007. február 16. 2008. december 13.  | 8,09 millió  |
| 85.  | 15. | Bare Chested in the Park           | David Solomon                        | Matthew Miller                    | 2007. február 23. 2008. december 14.  | 8,35 millió  |
| 86.  | 16. | Junk in the Trunk                  | Bethany Rooney                       | Mark Cullen és Robb Cullen        | 2007. március 2. 2008. december 20.   | 8,04 millió  |
| 87.  | 17. | Heroes                             | David Solomon                        | Gary Scott Thompson               | 2007. március 9. 2008. december 21.   | 9,24 millió  |

## 5. évad (2007-2008)
| Sor. | Év. | Cím                                   | Rendező               | Író                                                                       | Premier                                 | Nézettség   |
| ---- | --- | ------------------------------------- | --------------------- | ------------------------------------------------------------------------- | --------------------------------------- | ----------- |
| 88.  | 1.  | A Hero Ain't Nothing But A Sandwich   | Robert Duncan McNeill | Gary Scott Thompson                                                       | 2007. szeptember 28. 2010. november 27. | 9,28 millió |
| 89.  | 2.  | Shrink Rap                            | Timothy Busfield      | Matt Pyken                                                                | 2007. szeptember 28. 2010. december 4.  | 9,28 millió |
| 90.  | 3.  | The Glass Is Always Cleaner           | Milan Cheylov         | Kim Newton                                                                | 2007. október 5. 2010. december 11.     | 7,48 millió |
| 91.  | 4.  | Head Games                            | Timothy Busfield      | Jill Cargerman                                                            | 2007. október 12. 2010. december 18.    | 7,16 millió |
| 92.  | 5.  | Run Cooper, Run!                      | David Straiton        | Rob Wright                                                                | 2007. október 19. 2010. december 25.    | 7,66 millió |
| 93.  | 6.  | When Life Gives You Lemon Bars        | John Badham           | Nikki Toscano                                                             | 2007. október 26. 2011. január 1.       | 8,23 millió |
| 94.  | 7.  | Adventures in the Skin Trade          | Paul Michael Glaser   | Vince McKewin                                                             | 2007. november 2. 2011. január 8.       | 7,50 millió |
| 95.  | 8.  | It's Not Easy Being Green             | Félix Enríquez Alcalá | Jill Cargerman                                                            | 2007. november 9. 2011. január 15.      | 7,01 millió |
| 96.  | 9.  | My Uncle's a Gas                      | James Whitmore, Jr.   | Steve Blackman                                                            | 2007. november 16. 2011. január 22.     | 6,72 millió |
| 97.  | 10. | The High Price of Gas                 | James Whitmore, Jr.   | Matt Pyken                                                                | 2007. november 30. 2011. január 29.     | 7,34 millió |
| 98.  | 11. | A Cannon Carol                        | Peter Weller          | Rob Wright                                                                | 2007. december 7. 2011. február 5.      | 6,83 millió |
| 99.  | 12. | I Could Eat a Horse                   | Milan Cheylov         | Kim Newton                                                                | 2008. január 4. 2011. február 12.       | 7,08 millió |
| 100. | 13. | Three Babes, 100 Guns and a Fat Chick | Gary Scott Thompson   | Gary Scott Thompson                                                       | 2008. január 11. 2011. február 19.      | 7,06 millió |
| 101. | 14. | Secrets, Lies and Lamaze              | John Badham           | Steve Blackman                                                            | 2008. január 18. 2011. február 26.      | 6,45 millió |
| 102. | 15. | Guess Who's Coming to Breakfast       | Bethany Rooney        | Kevin A. Garnett                                                          | 2008. január 25. 2011. március 5.       | 6,67 millió |
| 103. | 16. | 2 on 2                                | David Straiton        | Vince McKewin                                                             | 2008. február 1. 2011. március 12.      | 6,86 millió |
| 104. | 17. | Win, Place, Bingo                     | Steve Robman          | Történet: Leslie N. Johnson és Erika A. Schleich Tévéjáték: Vince McKewin | 2008. február 8. 2011. március 19.      | 7,39 millió |
| 105. | 18. | Three Weddings and a Funeral Part 1   | Bill L. Norton        | Jill Cargerman és Rob Wright                                              | 2008. február 15. 2011. március 26.     | 7,98 millió |
| 106. | 19. | Three Weddings and a Funeral Part 2   | Paul Lazarus          | Matt Pyken                                                                | 2008. február 15. 2011. április 2.      | 7,98 millió |